# Лутугін Леонід Іванович
Леоні́д Іва́нович Луту́гін (* 21 березня (4 березня) 1864, Санкт-Петербург — † 17 (30) серпня 1915, Кольчугіно, тепер Ленінськ-Кузнецький Кемеровської області Російської Федерації) — російський геолог (фахівець у галузі геології вугільних родовищ) і громадський діяч.

## Біографічні відомості

Леонід Лутугін (перший ліворуч), його брат В. Лутугін (другий ліворуч) і співробітники у штаб-квартирі в Донбасі

Народився у великій купецькій родині. Батько був власником ювелірного магазину. 1889 року закінчив Петербурзький гірничий інститут.
Від 1892 року працював у Геологічному комітеті.
Упродовж 22 років досліджував Донецький кам'яновугільний басейн. Склав перший геологічний розріз його вугленосної товщі. У 1893-1896 опублікував звіти про геологічне вивчення сіл Лисичанськ та Кримське, в яких довів промислове значення вугільних відкладень на Донбасі. У 1897 році, разом з Феодосієм Миколайовичем Чернишовим опублікував працю "Донецький кам' яновугільний басейн". Разом з іншими дослідниками зняв основну площу басейну. Від 1897 року - професор Петербурзького гірничного інституту. Серед учнів  — Василь Яворський, Павло Степанов.
У 1897 - 1907 читав лекції з геології у Петербурзькому гірничному інституті.
З 1908 року - віце-президент Імператорського Вольного Економічного товариства. Займався детальним геологічним картографуванням, створив зведену карту Донецького басейну. За цю працю його було нагороджено великою золотою медаллю на міжнародній виставці в Турині (1911).
У 1914–1915 роках працював у Кузнецькому вугільному басейні.
Встановив залежність якості вугілля від ступеня метаморфізму.
Створив школу геологів-вугільників (П. І. Степанов, В. І. Яворський, А. А. Гапеєв та інші).
Помер на 52-му році життя. Поховали Лутугіна в Петрограді (нині Санкт-Петербург) на Волковському кладовищі.

### Громадська діяльність
У 1903 - 1905 належав до "Союзу Звільнення" та працював у журналі "Освобождение". У жовтні 1905 року брав участь у з'їзді, на якому була заснована Конституційно - демократична партія, і був обраний у члени її центральної ради, але невдовзі вийшов із партії. У 1905 році був одним з організаторів Академічного та Інженерного союзів, а також Союзу союзів. У 1907 році балотувався у Третю державну думу, але не був обраний. У тому ж році його було звільнено з Гірничого комітету та Гірничого інституту. Із початком Першої Світової війни - член комісії Руського технічного товариства з мір по промисловості у зв' язку з війною, представляв Раду Руського технічного товариства на з' їзді з питань покращення вітчизняних лікувальних місцевостей. Брав участь в організації харчувальних та санітарних загонів. Організував при Вольному Економічному товаристві групу музикантів, котрі проводили концерти в лазаретах; разом з Максимом Максимовичем Ковалевським відстоював право цього товариства влаштовувати лазарети для поранених воїнів. У 1915 році намічався  опозицією на пост міністра праці.
Учасник масонського руху.

## Увічнення пам'яті
Іменем Лутугіна названо місто Лутугине Луганської області, шахта у місті Чистякове (Торез) Донецької області, а також вугільний пласт у Кузнецькому басейні.
До 2011 року Міністерство охорони навколишнього природного середовища України вручало відзнаку-медаль його імені.